# Caychax-et-Senconac
Caychax-et-Senconac est une commune nouvelle française créée le 1er janvier 2025 dans le département de l'Ariège et la région Occitanie. Elle résulte de la fusion des communes de Caychax et de Senconac, les moins peuplées du département jusqu'alors.

## Géographie

### Localisation
À plus de 900 m d'altitude, les deux villages proches sont reliés par la route départementale 20 dite route des corniches.

### Communes limitrophes
Les communes limitrophes sont Albiès, Appy, Cazenave-Serres-et-Allens, Montferrier, Vèbre et Verdun.

## Histoire
Caychax et Senconac sont donnés en 1074 à l'abbaye de Cluny par le comte de Foix, Roger II.
La commune est créée le 1er janvier 2025 à la suite d'un arrêté préfectoral du 6 septembre 2024 par la fusion des communes de Caychax et de Senconac. Le chef-lieu de la commune nouvelle est fixé à la mairie de l'ancienne commune de Caychax.

## Politique et administration
Jusqu'aux prochaines élections municipales françaises de 2026, le conseil municipal de la commune nouvelle est constitué de l'ensemble des membres en exercice des conseils municipaux des deux communes fondatrices.

### Liste des maires
| Période | Période             | Identité | Étiquette | Qualité |
| ------- | ------------------- | -------- | --------- | ------- |
| 2025    | Jean-Pierre Doumeng |          |           |         |

### Communes déléguées
| Nom             | Code Insee | Intercommunalité      | Superficie (km2) | Population (dernière pop. légale) | Densité (hab./km2) |
| --------------- | ---------- | --------------------- | ---------------- | --------------------------------- | ------------------ |
| Caychax (siège) | 09088      | CC de la Haute-Ariège | 5,66             | 14 (2022)                         | 2,5                |
| Senconac        | 09287      | CC de la Haute-Ariège | 4,67             | 6 (2022)                          | 1,3                |

## Population et société

### Démographie
L'évolution du nombre d'habitants est connue à travers les recensements de la population effectués dans la commune depuis sa création.

En 2022, la commune comptait 20 habitants.
| 2021 | 2022 |
| ---- | ---- |
| 22   | 20   |

## Culture locale et patrimoine

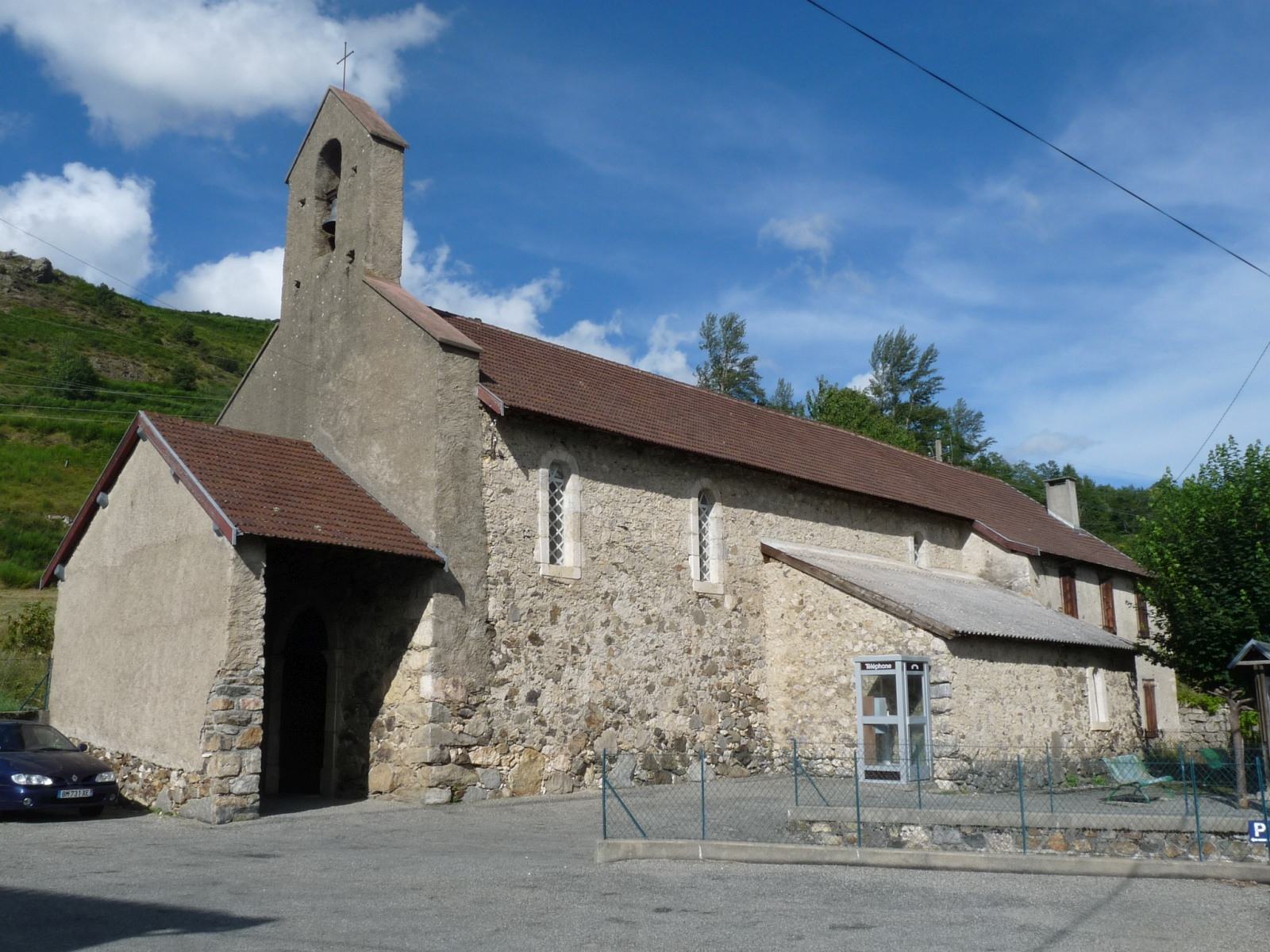
L'église de Caychax.

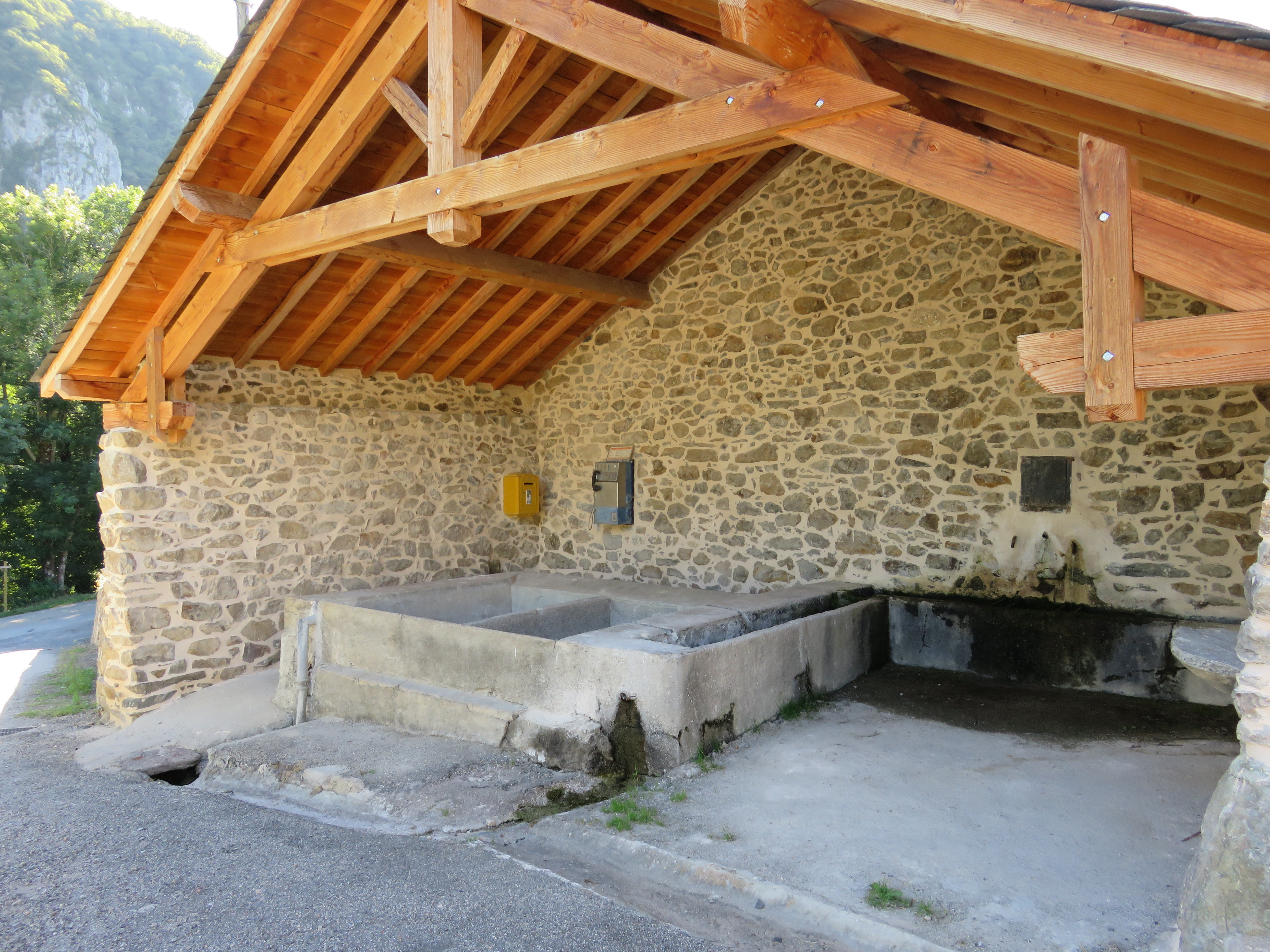
Le lavoir de Senconac.

### Lieux et monuments
- L'église de la Nativité-de-Notre-Dame de Caychax date du XIXe siècle.
- Lavoir-fontaine de Senconac, à l'entrée du village.
- Cascade de la Picho chute de 50 m, dans le bois de las Estaillados del Saout en aval de l'étang d'Appy.
- Grotte de la Turrière.